# بینابینی (بیوشیمی)

درون‌سازی، باعث ایجاد اعوجاج‌های ساختاری می‌شود. سمت چپ: رشته DNA بدون تغییر. سمت راست: رشته DNA در سه مکان (نواحی سیاه) داخل هم قرار گرفته‌است.

در بیوشیمی، بینابینی قرار دادن مولکول‌ها در بین بازهای مسطح دی‌اکسی ریبونوکلئیک اسید (DNA) است. این فرایند به عنوان روشی برای تجزیه و تحلیل DNA استفاده می‌شود و همچنین پایه انواع خاصی از مسمومیت‌ها می‌باشد.

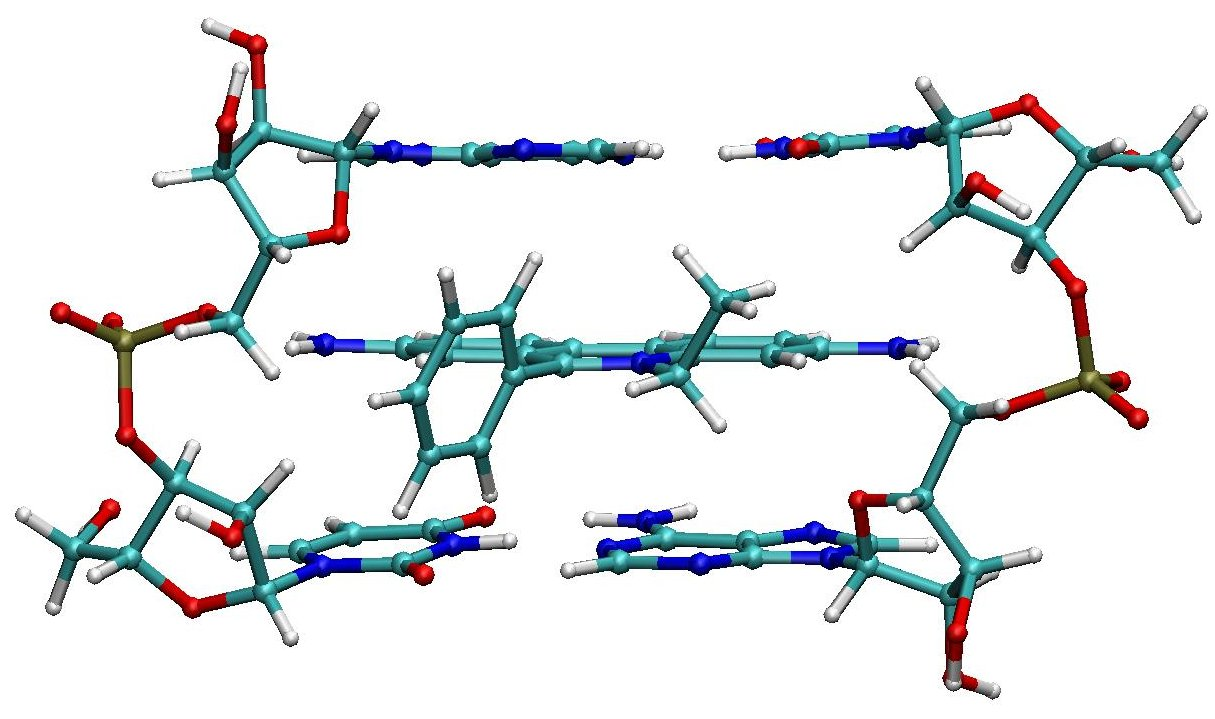
اتیدیوم بین دو جفت باز آدنین - تیمین قرار گرفت.

راه‌های مختلفی وجود دارد که مولکول‌ها (در این مورد، که به عنوان لیگاند نیز شناخته می‌شوند) می‌توانند با DNA کنش داشته باشند. لیگاندها ممکن است با اتصال کووالانسی، اتصال الکترواستاتیکی، یا بین افکنی با DNA تعامل کنند. تلاقی زمانی اتفاق می‌افتد که لیگاندهایی با اندازه و ماهیت شیمیایی مناسب خود را در بین جفت‌های باز DNA قرار دهند. این لیگاندها عمدتاً چند حلقه ای، معطر و مسطح هستند و بنابراین اغلب لکه‌های اسید نوکلئیک خوبی را ایجاد می‌کنند. اینترکالاتورهای DNA که به‌طور متراکم مورد مطالعه قرار گرفته‌اند عبارتند از بربرین، اتیدیوم بروماید، پروفلاوین، داونومایسین، دوکسوروبیسین و تالیدومید. اینترکالاتورهای DNA در درمان‌های شیمی درمانی برای مهار تکثیر DNA در سلول‌های سرطانی با رشد سریع استفاده می‌شوند. به عنوان مثال می‌توان به دوکسوروبیسین (آدریامایسین) و دانوروبیسین (که هر دو در درمان لنفوم هوچکین استفاده می‌شوند) و داکتینومایسین (در تومور ویلم، سارکوم یوینگ، رابدومیوسارکوم استفاده می‌شود) اشاره کرد.
متالوترکالاتورها کمپلکس‌های یک کاتیون فلزی با لیگاندهای آروماتیک چند حلقه ای هستند. متداول‌ترین یون فلزی مورد استفاده روتنیوم (II) است، زیرا کمپلکس‌های آن در محیط زیستی بسیار کند تجزیه می‌شوند. کاتیون‌های فلزی دیگری که مورد استفاده قرار گرفته‌اند عبارتند از رودیوم (III) و ایریدیوم (III). لیگاندهای معمولی متصل به یون فلزی دی پیریدین و ترپیریدین هستند که ساختار مسطح آنها برای داخل شدن ایده‌آل است.
برای اینکه یک اینترکالاتور بین جفت بازها قرار بگیرد، DNA باید به صورت پویا با باز کردن یک فضا بین جفت باز خود، باز کند. درجه باز شدن بسته به اینترکالاتور متفاوت است. برای مثال، کاتیون اتیدیوم (شکل یونی اتیدیوم برومید موجود در محلول آبی) DNA را حدود ۲۶ درجه باز می‌کند، در حالی که پروفلاوین آن را حدود ۱۷ درجه باز می‌کند. این باز شدن باعث می‌شود که جفت‌های پایه از هم جدا شوند یا «بالا بیایند» و دهانه ای در حدود ۰٫۳۴ نانومتر ایجاد کنند. (۳٫۴ Å). این باز شدن باعث ایجاد تغییرات ساختاری موضعی در رشته DNA، مانند طولانی شدن رشته DNA یا پیچش جفت‌های باز می‌شود. این تغییرات ساختاری می‌تواند منجر به تغییرات عملکردی شود، اغلب به ممانعت از رونویسی و تکثیر و فرآیندهای ترمیم DNA منجر می‌شود، که باعث می‌شود اینترکالاتورها به جهش‌زاهای قوی تبدیل شوند. به همین دلیل، intercalators DNA اغلب سرطان زا هستند، مانند اگزو (اما نه اندو) اپوکسید ۸٬۹ آفلاتوکسین B 1 و آکریدین‌هایی مانند پروفلاوین یا کویناکرین.
بینابینی به عنوان مکانیزمی از برهمکنش بین سیستم‌های آروماتیک کاتیونی، مسطح، چند حلقه‌ای با اندازه صحیح (به ترتیب یک جفت پایه) برای اولین بار توسط لئونارد لرمن در سال ۱۹۶۱ ارائه شد یکی از مکانیسم‌های پیشنهادی برای درون یابی به شرح زیر است: در محلول ایزوتونیک آبی، اینترکالاتور کاتیونی به صورت الکترواستاتیکی به سطح DNA پلی آنیونی جذب می‌شود. لیگاند یک کاتیون سدیم یا منیزیم موجود در «ابر تراکم» چنین کاتیون‌هایی را که DNA را احاطه کرده‌است جابجا می‌کند (برای متعادل کردن جزئی مجموع بارهای منفی حمل شده توسط هر اکسیژن فسفات)، بنابراین یک ارتباط الکترواستاتیک ضعیف با سطح بیرونی ایجاد می‌کند. از DNA این موقعیت، لیگاند در امتداد سطح DNA پخش می‌شود و ممکن است به محیط آبگریز موجود بین دو جفت باز که ممکن است به‌طور گذرا «باز شوند» و یک محل درونی تشکیل دهند، بلغزد و به اتیدیوم اجازه می‌دهد از محیط آبدوست (آبی) دور شود. DNA را احاطه کرده و وارد محل ادغام می‌شود. جفت بازها به دلیل انرژی جذب شده در هنگام برخورد با مولکول‌های حلال به‌طور موقت چنین روزنه‌هایی را تشکیل می‌دهند.